# Ficus xylophylla
Ficus xylophylla là một loài thực vật có hoa trong họ Moraceae. Loài này được (Miq.) Wall. ex Miq. mô tả khoa học đầu tiên năm 1867.